# Pierre Marie Le Moign
Pour les articles homonymes, voir Le Moign.
Pierre Marie Le Moign, né le 17 mars 1824 à Gouarec (Côtes-du-Nord) et mort le 13 novembre 1902 à Gouarec, est un homme politique français.

## Biographie
Conseiller général du canton de Gouarec, président du comice agricole, il est député des Côtes-du-Nord de 1893 à 1898, siégeant sur les bancs républicains.

## Source
- « Pierre Marie Le Moign », dans le Dictionnaire des parlementaires français (1889-1940), sous la direction de Jean Jolly, PUF, 1960 [détail de l’édition]